# Christopher Andreas Holmboe
Christopher Andreas Holmboe (19 de marzo de 1796– 2 de abril de 1882) fue un filólogo, orientalista y numismático noruego.

## Biografía
Holmboe nació en Vang en Oppland, Noruega. Fue hijo del sacerdote de la parroquia Jens Holmboe y hermano del matemático Bernt Michael Holmboe. Asistió a la Oslo katedralskole y se graduó como cand.theol. en 1818. Fue profesor de lenguas orientales en la Universidad de Cristiania (ahora la Universidad de Oslo) desde 1825 hasta 1876. También desempeñó el papel de Director del Gabinete de la Universidad de la Moneda.